# Imanuel Heinrich Kauderbach
Imanuel Heinrich Kauderbach (* 5. Juni 1695 in Geising; † 17. Dezember 1776 ebenda) war ein deutscher lutherischer Theologe.

## Leben
Kauderbach besuchte ein Gymnasium in Freiberg (Sachsen), studierte anfänglich an der Universität Leipzig und wechselte am 20. Juli 1713 an die Universität Wittenberg. Dort erlangte er am 17. Oktober desselben Jahres den akademischen Grad eines Magisters der Philosophie. Nachdem er auch ein theologisches Studium absolviert hatte, ging er als Substitut seines Vaters in seinen Heimatort zurück und wurde nach dessen Tod dort Pfarrer.

## Werkauswahl
1. Diss. (Praes. Chladenio) de professione fidei baptismali, ad 1 Petri III, 21. Wittenberg 1713
2. De hodierno styli Romanorum discrimine. Wittenberg
3. De gradibus statuum post mortem. Wittenberg
4. Zwölf, durch das Wort Gottes geheiligte Quartaltage eines Hochherrl. Bünauischen Bergamts u. s. w. Pirna 1718
5. Aufrichtiges Sendschreiben an die theologische Facultät zu Halle, etliche Praxes gegen Hrn. D. Löscher betreffend. 1721
6. Gedanken von der sogenannten Theologia catechetica…1725
7. Pensees von Eifer- u. Polsterpredigern… 1727
8. Meletema de usu et abusu querelarum ob naevos verbi Minist. Institutarum… 1727
9. Harnisch Gottes für die bedruckte Zinnwäldische Gemeinde… 1728
10. Aufrichtige Prüfung des sogenannten Lichts, in Finsternissen, oder Fortsetzung des Evangelischen Handbüchleins D. Matthias Höe'ns. Dresden und Leipzig 1730
11. Unterricht von Personen, die im Feuer verbrennen (eine Kausalpredigt). Dresden 1736
12. Biblia in metallis, d i. ausgesonderte Sprüche- heiliger Schrift in biblischer Ordnung, dabey sich Gelegenheit findet, Bergenzende Betrachtungen anzustellen; vormahls in öffentlichen Reden an heil. Stätte, der Berg - Gemeinde in Geysing vorgetragen, woraus einige Auszüge mittheilet u. s. w. 5 Sammlungen. Freiberg und Dresden 1751–1754